# Justiça ambiental
A justiça ambiental ou justiça climática é um conceito utilizado para se referir à responsabilidade histórica desigual que países e comunidades têm em relação à crise climática e o peso que carregam em decorrência dela. Partindo da constatação que os países e comunidades mais afetados pela crise climática e mais vulneráveis para enfrentá-la são também os que menos contribuíram para o aquecimento global; o conceito de justiça climática sustenta que países, indústrias, setores da economia e pessoas que se enriqueceram em detrimento do clima, emitindo grandes quantidades de gases de efeito estufa desde o início da industrialização, devem ser responsabilizados e apoiar comunidades a adaptação de comunidades e países vulneráveis. 
Trata-se de um movimento social criado para abordar a exposição injusta de comunidades pobres e marginalizadas a danos associados à extração de recursos, resíduos perigosos e outros usos da terra. O movimento gerou centenas de estudos que estabelecem esse padrão de exposição desigual a danos ambientais, bem como um grande corpo interdisciplinar de literatura de ciências sociais que inclui ecologia política, contribuições para o direito ambiental e teorias sobre justiça e sustentabilidade. O movimento de justiça ambiental começou nos Estados Unidos na década de 1980 e foi fortemente influenciado pelo movimento americano pelos direitos civis.
O movimento global de justiça ambiental surge de conflitos ambientais baseados no local em que os defensores ambientais locais frequentemente confrontam corporações multinacionais na extração de recursos ou outras indústrias. Os resultados locais desses conflitos são cada vez mais influenciados por redes transnacionais de justiça ambiental.
A concepção original de justiça ambiental na década de 1980 se concentrava em danos a grupos raciais marginalizados em países desenvolvidos como os Estados Unidos e foi enquadrada como racismo ambiental. O movimento foi posteriormente expandido para considerar gênero, discriminação ambiental internacional e desigualdades dentro de grupos desfavorecidos. À medida que o movimento alcançou algum sucesso em países desenvolvidos e ricos, os encargos ambientais foram transferidos para o Sul Global (como, por exemplo, por meio do extrativismo ou do comércio global de resíduos). O movimento por justiça ambiental tornou-se assim mais global, com alguns de seus objetivos agora sendo articulados pelas Nações Unidas.

## Definições

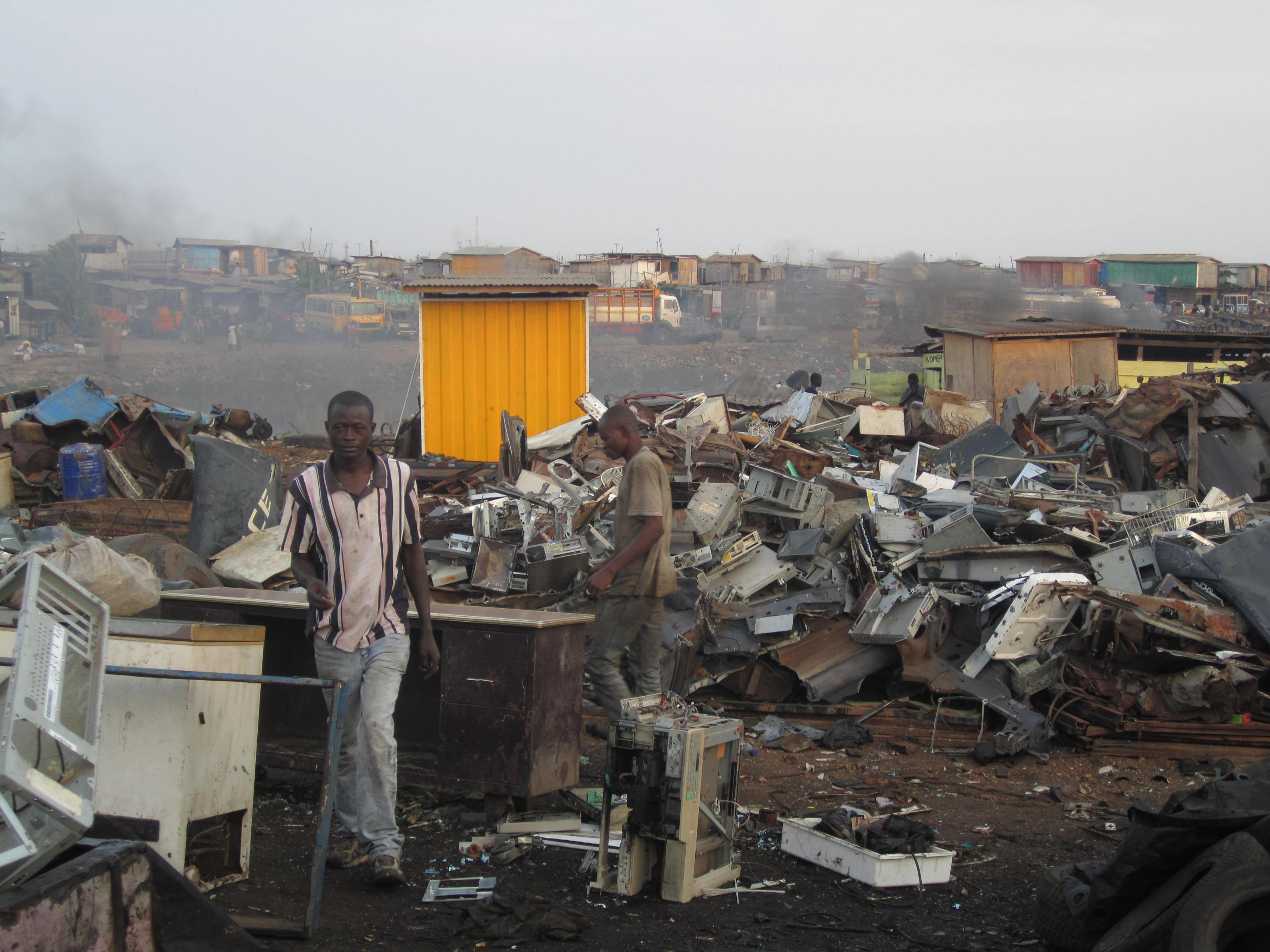
Trabalhadores de baixa renda em Gana reciclando resíduos de países de alta renda, com condições de reciclagem que poluem fortemente a área de Agbogbloshie

A justiça ambiental é tipicamente definida como justiça distributiva, que é a distribuição equitativa dos riscos e benefícios ambientais. Algumas definições abordam a justiça processual, que é a participação justa e significativa na tomada de decisões. Outros estudiosos enfatizam a justiça de reconhecimento, que é o reconhecimento da opressão e da diferença nas comunidades de justiça ambiental. A capacidade das pessoas de converter bens sociais em uma comunidade próspera é mais um critério para uma sociedade justa.

A Agência de Proteção Ambiental dos Estados Unidos define justiça ambiental como:
o tratamento justo e o envolvimento significativo de todas as pessoas, independentemente de raça, cor, nacionalidade ou renda, com relação ao desenvolvimento, implementação e aplicação de leis, regulamentos e políticas ambientais.
A justiça ambiental também é discutida como racismo ambiental ou desigualdade ambiental.

## História e escopo

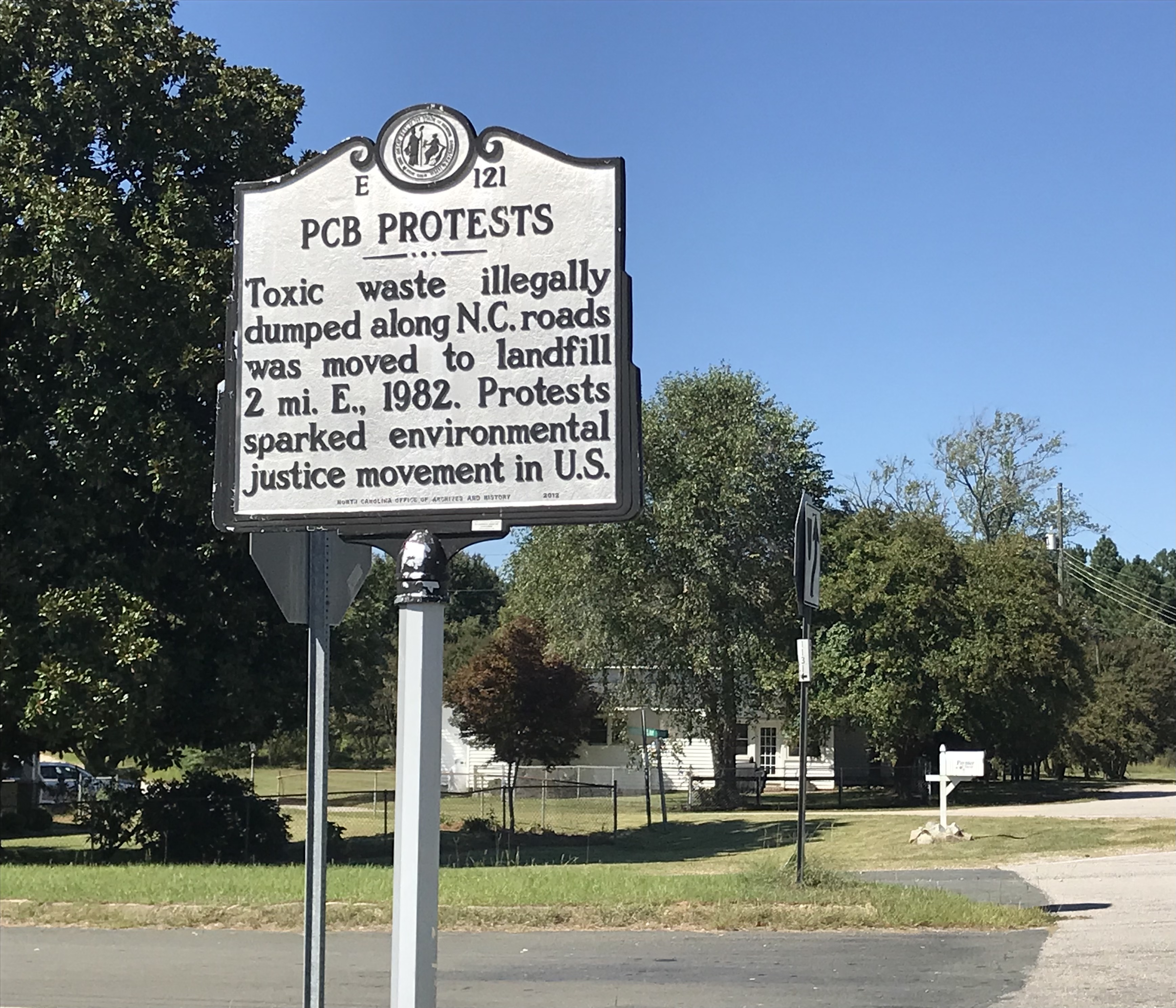
Marcador de rodovia em Afton comemorando os protestos de aterros de PCB da Carolina do Norte em 1982

As origens do movimento de justiça ambiental podem ser atribuídas ao movimento ambientalista indígena, que tem raízes em mais de 500 anos de colonialismo, opressão e lutas contínuas por soberania e direitos à terra. O uso dos termos 'justiça ambiental' e 'racismo ambiental' começou nos Estados Unidos com os protestos do PCB em 1982 no condado de Warren, Carolina do Norte. O despejo de solo contaminado com PCB na comunidade predominantemente negra de Afton provocou protestos massivos e mais de 500 pessoas foram presas. Estudos subsequentes demonstraram que a raça era o fator mais importante na previsão da colocação de instalações de resíduos perigosos nos EUA. Esses estudos foram seguidos por objeções generalizadas e ações judiciais contra o descarte de resíduos perigosos em comunidades pobres, geralmente negras. O movimento ambientalista dominante começou a ser criticado por sua liderança majoritariamente branca, ênfase na conservação e falha em abordar as preocupações de equidade social.

### Surgimento do movimento global
Durante as décadas de 1970 e 1980, movimentos de base e organizações ambientais promoveram regulamentações que aumentaram os custos do descarte de resíduos perigosos nos EUA e em outros países industrializados. As exportações de resíduos perigosos para o Sul Global aumentaram nas décadas de 1980 e 1990. Globalmente, o descarte de resíduos tóxicos, a apropriação de terras e a extração de recursos levam a violações de direitos humanos e conflitos ambientais como base do movimento global de justiça ambiental.
A formalização internacional da justiça ambiental começou com o First National People of Color Environmental Leadership Summit em 1991. A cúpula foi realizada em Washington, DC, e contou com a participação de mais de 650 delegados de todos os estados dos EUA, México, Chile e outros países. Os delegados adotaram 17 princípios de justiça ambiental que circularam na Cúpula da Terra de 1992 no Rio de Janeiro. O Princípio 10 da Declaração do Rio sobre Meio Ambiente e Desenvolvimento afirma que os indivíduos devem ter acesso a informações sobre questões ambientais, participação nas decisões e acesso à justiça.
Antes da Cúpula de Liderança em 1991, o objetivo do movimento de justiça ambiental lidava principalmente com antitóxicos e danos a certos grupos raciais marginalizados nos países ricos; durante a cúpula, ele foi ampliado para incluir saúde pública, segurança do trabalhador, uso da terra, transporte e muitas outras questões. O movimento foi posteriormente expandido para considerar mais completamente gênero, injustiças internacionais e desigualdades dentro de grupos desfavorecidos. A justiça ambiental tornou-se um movimento global muito amplo e contribuiu com vários conceitos para a ecologia política que foram adotados ou formalizados na literatura acadêmica. Esses conceitos incluem dívida ecológica, racismo ambiental, justiça climática, soberania alimentar, responsabilidade corporativa, ecocídio, zonas de sacrifício, ambientalismo dos pobres, entre outros.
A justiça ambiental busca ampliar o escopo da lei de direitos humanos que anteriormente não tratava a relação entre meio ambiente e direitos humanos. A maioria dos tratados de direitos humanos não tem disposições explicitamente ambientais. As tentativas de integrar a proteção ambiental com o direito dos direitos humanos incluem a codificação do direito humano a um meio ambiente saudável. A integração de proteções ambientais na lei de direitos humanos continua sendo problemática, especialmente no caso da justiça climática.
Estudiosos como Kyle Powys Whyte e Dina Gilio-Whitaker ampliaram o discurso de justiça ambiental em relação aos povos indígenas e ao colonialismo de colonos. Gilio-Whitaker aponta que a justiça distributiva pressupõe uma mercantilização capitalista da terra que é inconsistente com as visões de mundo indígenas. Whyte discute a justiça ambiental no contexto das mudanças catastróficas trazidas pela colonização para os ambientes em que os povos indígenas dependem há séculos para manter seus meios de subsistência e identidades.

## Discriminação ambiental e conflito
O movimento de justiça ambiental procura abordar a discriminação ambiental e o racismo ambiental associados ao descarte de resíduos perigosos, extração de recursos, apropriação de terras e outras atividades. Essa discriminação ambiental resulta na perda de tradições e economias baseadas na terra, violência armada (especialmente contra mulheres e povos indígenas)  degradação ambiental e conflito ambiental. O movimento global de justiça ambiental surge desses conflitos locais em que os defensores ambientais locais frequentemente enfrentam corporações multinacionais. Os resultados locais desses conflitos são cada vez mais influenciados por redes transnacionais de justiça ambiental.
Existem muitas divisões ao longo das quais a distribuição injusta dos encargos ambientais pode cair. Dentro dos EUA, a raça é o determinante mais importante da injustiça ambiental. Em alguns outros países, pobreza ou casta (Índia) são indicadores importantes. A afiliação tribal também é importante em alguns países. Os estudiosos da justiça ambiental Laura Pulido e David Pellow argumentam que reconhecer o racismo ambiental como um elemento decorrente dos legados arraigados do capitalismo racial é crucial para o movimento, com a supremacia branca continuando a moldar as relações humanas com a natureza e o trabalho.

### Racismo ambiental

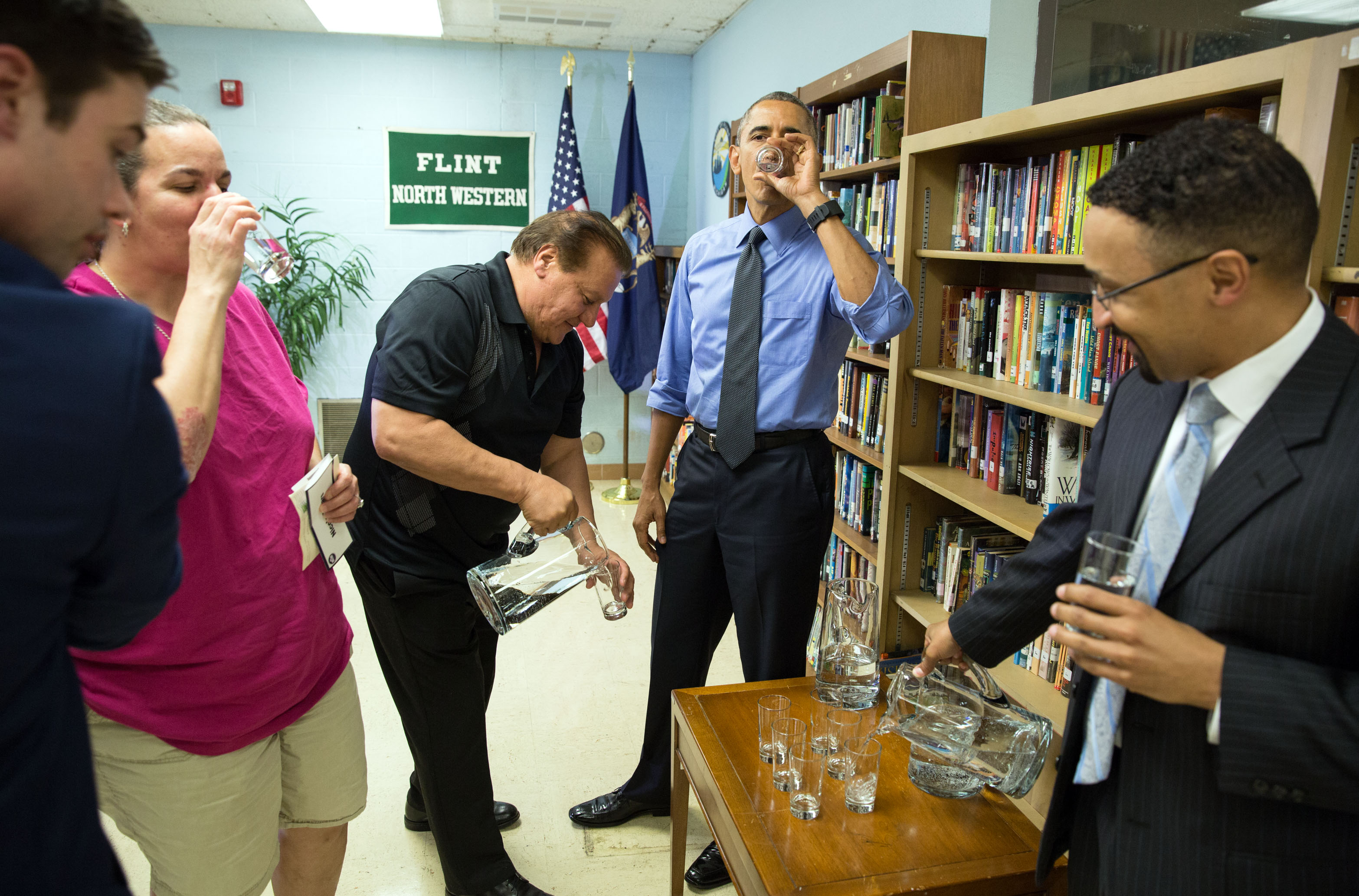
O presidente Barack Obama bebe água filtrada de Flint após uma mesa redonda sobre a crise hídrica de Flint na Northwestern High School.

A relação entre racismo ambiental e desigualdade ambiental é reconhecida em todo o mundo desenvolvido e em desenvolvimento. Um exemplo de racismo ambiental global é a localização desproporcional de instalações de resíduos perigosos em comunidades vulneráveis. Por exemplo, muitos resíduos perigosos na África não são realmente produzidos lá, mas sim exportados por países desenvolvidos como os EUA

### Resíduos perigosos
À medida que os grupos de justiça ambiental se tornaram mais bem-sucedidos em países desenvolvidos, como os Estados Unidos, os encargos da produção global foram transferidos para o Sul Global, onde regulamentações menos rígidas tornam o descarte de resíduos mais barato. A exportação de resíduos tóxicos dos EUA aumentou ao longo das décadas de 1980 e 1990. Muitos países impactados não possuem sistemas de descarte adequados para esses resíduos e as comunidades impactadas não são informadas sobre os perigos aos quais estão sendo expostas.
O incidente de descarte de resíduos no Mar de Khian foi um exemplo notável de questões de justiça ambiental decorrentes do movimento internacional de resíduos tóxicos. Empreiteiros que descartam cinzas de incineradores de resíduos na Filadélfia, Pensilvânia, despejaram ilegalmente os resíduos em uma praia no Haiti depois que vários outros países se recusaram a aceitá-los. Após mais de dez anos de debate, o lixo acabou sendo devolvido à Pensilvânia. O incidente contribuiu para a criação da Convenção de Basileia que regulamenta a circulação internacional de resíduos tóxicos.

### Apropriação de terras
Os países do Sul Global suportam desproporcionalmente o fardo ambiental da produção global e os custos do consumo excessivo nas sociedades ocidentais. Esse fardo é exacerbado por mudanças no uso da terra que deslocam vastas extensões de terra da agricultura familiar e de subsistência para investimentos multinacionais em especulação de terras, agricultura, mineração ou conservação. A apropriação de terras no Sul Global é engendrada pela ideologia neoliberal e diferenças nos marcos legais, preços da terra e práticas regulatórias que tornam os países do Sul Global atraentes para investimentos estrangeiros. Essas apropriações de terras colocam em risco os meios de subsistência indígenas e a continuidade das práticas sociais, culturais e espirituais. A resistência à apropriação da terra por meio da ação social transformadora também é dificultada pela desigualdade e privação social preexistentes; comunidades impactadas muitas vezes já estão lutando apenas para atender às suas necessidades básicas.

### Extração de recursos
Centenas de estudos mostraram que as comunidades marginalizadas são desproporcionalmente sobrecarregadas pelas consequências ambientais negativas da extração de recursos. Comunidades próximas a recursos naturais valiosos são frequentemente sobrecarregadas com uma maldição de recursos em que suportam os custos ambientais da extração e um breve 'boom' econômico que leva à instabilidade econômica e, finalmente, à pobreza. As disparidades de poder entre as indústrias de extração e as comunidades impactadas levam a uma aguda injustiça processual em que as comunidades locais são incapazes de participar de forma significativa nas decisões que moldarão suas vidas.
Estudos também mostraram que a extração de minerais críticos, madeira e petróleo pode estar associada à violência armada em comunidades que abrigam operações de mineração. O governo do Canadá descobriu que a extração de recursos leva ao desaparecimento e assassinato de mulheres indígenas em comunidades afetadas por minas e projetos de infraestrutura, como oleodutos.

## Relações com outros movimentos e filosofias

### Justiça climática

As emissões de gases causadores do efeito estufa do 1% mais rico da população global representam mais do que o dobro da parcela combinada dos 50% mais pobres. O cumprimento da meta de 1,5 °C do Acordo Climático de Paris de 2015 exigiria que o 1% mais rico reduzisse suas emissões atuais em pelo menos um fator de 30, enquanto as emissões por pessoa dos 50% mais pobres poderiam aumentar em um fator de cerca de 3.(em inglês)

A mudança climática e a justiça climática também têm sido um componente ao discutir a justiça ambiental e o maior impacto que ela tem nas comunidades de justiça ambiental. A poluição do ar e a poluição da água são dois fatores que contribuem para as mudanças climáticas que podem ter efeitos prejudiciais, como temperaturas extremas, aumento da precipitação e aumento do nível do mar. Por causa disso, as comunidades são mais vulneráveis a eventos, incluindo inundações e secas, potencialmente resultando em escassez de alimentos e aumento da exposição a doenças infecciosas, relacionadas a alimentos e à água. Foi projetado que as mudanças climáticas terão o maior impacto sobre as populações vulneráveis.
A justiça climática tem sido influenciada pela justiça ambiental, especialmente a justiça climática de base.

### Ambientalismo
Em relação ao ambientalismo geral, a justiça ambiental é vista como tendo um foco maior na vida das pessoas comuns e sendo mais popular. Os defensores da justiça ambiental argumentam que os principais movimentos ambientalistas às vezes são racistas e elitistas.

### Justiça reprodutiva
Muitos participantes do Movimento de Justiça Reprodutiva veem sua luta como vinculada à luta pela justiça ambiental e vice-versa. Loretta Ross descreve a estrutura de justiça reprodutiva como abordando “a capacidade de qualquer mulher de determinar seu próprio destino reprodutivo” e argumenta que isso está “ligado diretamente às condições de sua comunidade – e essas condições não são apenas uma questão de escolha e acesso individual." Tais condições incluem aquelas centrais para a justiça ambiental – incluindo a localização de resíduos tóxicos e poluição de alimentos, ar e vias navegáveis.
A parteira Mohawk Katsi Cook fundou o Mother's Milk Project na década de 1980 para abordar a contaminação tóxica dos corpos maternos através da exposição a peixes e água contaminados por uma indústria do General Motors. Ao destacar como a contaminação afetou desproporcionalmente as mulheres Akwesasne e seus filhos durante a gestação e a amamentação, este projeto ilustra as interseções entre justiça reprodutiva e ambiental. Cook explica que, "no seio das mulheres flui a relação dessas gerações tanto com a sociedade quanto com o mundo natural".

## Barreiras de custo
Uma das barreiras proeminentes à participação minoritária na justiça ambiental são os custos iniciais de tentar mudar o sistema e impedir que as empresas despejem seus resíduos tóxicos e outros poluentes em áreas com grande número de minorias vivendo nelas. Existem enormes taxas legais envolvidas na luta pela justiça ambiental e na tentativa de se livrar do racismo ambiental. Por exemplo, no Reino Unido, existe uma regra de que o reclamante pode ter que cobrir as taxas de seus oponentes, o que agrava ainda mais quaisquer problemas de custo, especialmente com grupos minoritários de baixa renda; Além disso, a única maneira de os grupos de justiça ambiental responsabilizarem as empresas por sua poluição e quebrar quaisquer questões de licenciamento sobre o descarte de resíduos seria processar o governo por não fazer cumprir as regras. Isso levaria à proibição de taxas legais que a maioria não poderia pagar. Isso pode ser comprovado pelo fato de que dos 210 processos de revisão judicial entre 2005 e 2009, 56% não prosseguiram devido a custos.

## Desigualdade de renda

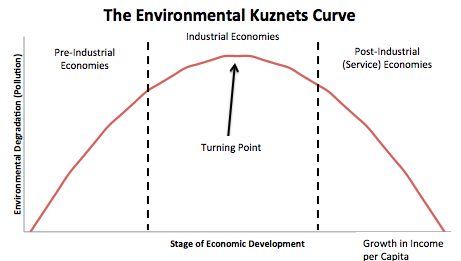
Curva de Kuznets ambiental mostrando um aumento nos danos ambientais durante o desenvolvimento industrial seguido de uma diminuição

A relação entre desigualdade econômica e desigualdade ambiental desempenha um grande papel na compreensão de certas razões que explicam a causa da desigualdade ambiental. A associação entre desigualdade de renda e desigualdade ambiental pode ser medida pela curva Kuznets ambiental. Essa curva afirma que quando a renda per capita é alta, a taxa de poluição na área aumenta até que a renda atinja um certo limite, uma vez que esse limite de riqueza é ultrapassado, a poluição nessa região começa a diminuir. No caso de nações em desenvolvimento, um aumento na poluição e produção de gases de efeito estufa ocorre à medida que essa nação passa por um crescimento econômico, portanto, para que as nações em desenvolvimento escapem da pobreza através do crescimento, a poluição deve ser produzida. Esta poluição é muitas vezes causada pela indústria e manufatura. Uma vez que a nação em desenvolvimento se torna uma nação desenvolvida, começamos a ver uma queda na poluição, pois uma alternativa melhor para a indústria de alta poluição pode ser encontrada para estimular a economia. A energia renovável tem sido mais cara para produzir e manter do que a energia tradicional produzida por combustíveis fósseis e só recentemente se tornou tão econômica quanto os combustíveis fósseis. Desde a descoberta de fontes de energia mais verdes, apenas nações desenvolvidas mais ricas foram capazes de investir e integrar energia renovável em suas indústrias de produção de energia.
Em países como a Rússia, verificou-se que em áreas onde a renda era maior houve um aumento da poluição do ar descontrolada. No entanto, embora a renda possa ter sido maior nessas regiões, foi encontrada uma maior disparidade na desigualdade de renda. Descobriu-se que "maior desigualdade de renda dentro de uma região está associada a mais poluição, implicando que não é apenas o nível de renda que importa, mas também sua distribuição". Na Rússia, áreas carentes de leitos hospitalares sofrem com maior poluição do ar do que áreas com maior número de leitos per capita, o que implica que a má ou inadequada distribuição dos serviços públicos também pode contribuir para a desigualdade ambiental daquela região.
Outra consequência da associação da desigualdade de renda com a desigualdade ambiental é o privilégio ambiental dos consumidores nos países desenvolvidos, "consumidores de bens e serviços que são produzidos por indústrias poluidoras [que] muitas vezes estão espacial e socialmente separadas das pessoas que sofrem os impactos da poluição ". Quem trabalha na produção de bens de consumo sofre uma quantidade desproporcional das consequências da deterioração ambiental.

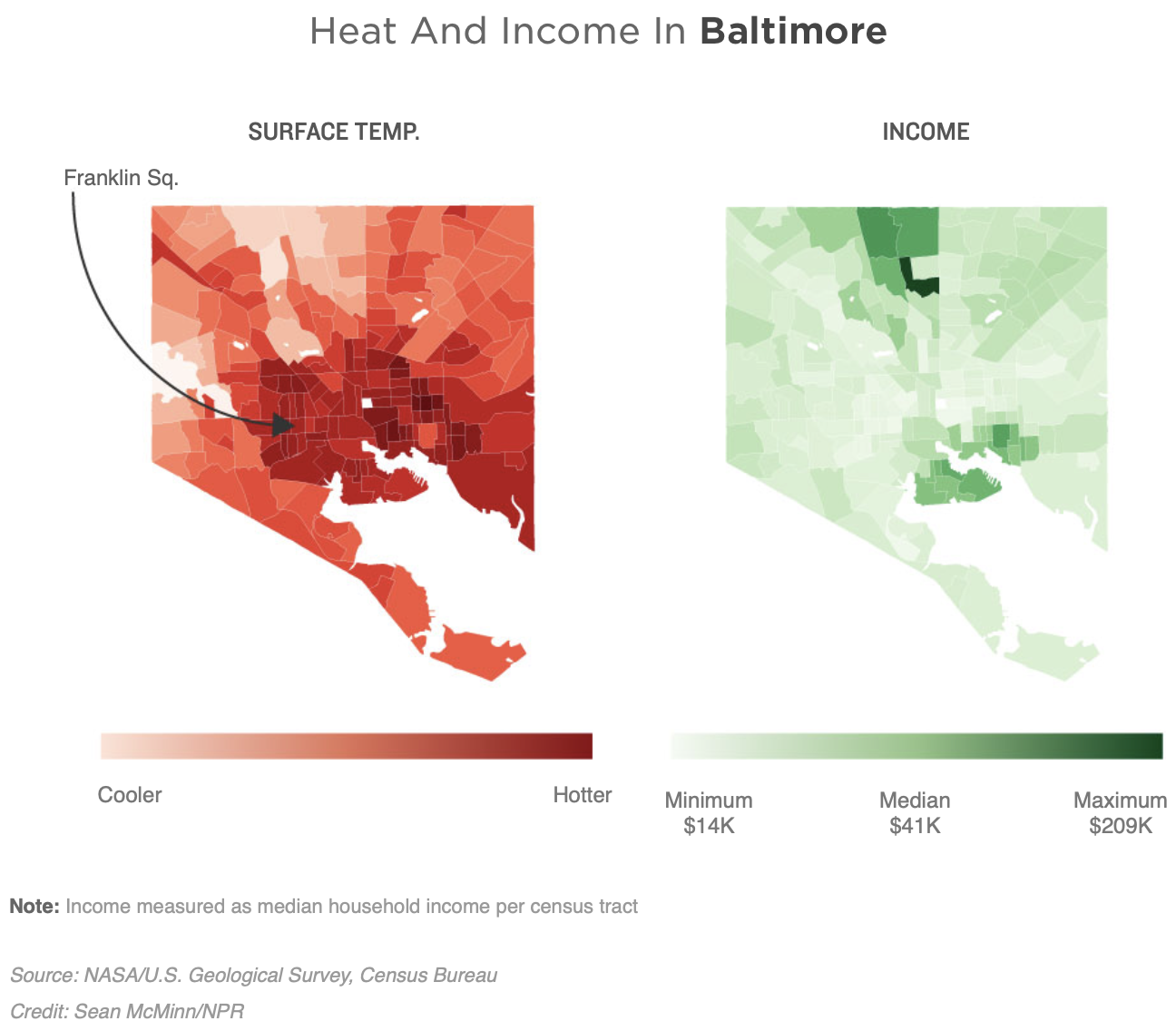
O gráfico acima demonstra a correlação entre renda e calor na cidade de Baltimore, Maryland. Os bairros de baixa renda são vistos com temperaturas de verão mais altas do que os bairros de alta renda durante o mesmo período. Os dados foram fornecidos aos autores Anderson e Mcminn pela NASA/US Geological Survey, Census Bureau.

## Impactos na saúde da exposição
As comunidades de justiça ambiental estão desproporcionalmente expostas a maior poluição química, redução da qualidade do ar, fontes de água contaminadas e saúde geral reduzida. A falta de reconhecimento e mudanças nas políticas em torno das exposições que afetam a saúde geral dessas comunidades levam a uma diminuição na saúde ambiental e humana. As comunidades de justiça ambiental podem ser identificadas por vários métodos, tais como:
- limiar - áreas geográficas
- identificação baseada na comunidade
- ponderação da população

Embora existam várias maneiras de identificar comunidades de justiça ambiental, exposições ambientais comuns nessas comunidades incluem poluição do ar e riscos de poluição da água. Devido à maioria das comunidades de justiça ambiental serem de status socioeconômico mais baixo, muitos dos membros das comunidades trabalham em empregos lotados com exposições perigosas, como armazéns e minas. As principais vias de exposição são por inalação, absorção e ingestão. Quando os trabalhadores saem do ambiente de trabalho, é provável que levem os produtos químicos com eles em suas roupas, sapatos, pele e cabelo. A viagem desses produtos químicos pode então chegar às suas casas e impactar ainda mais suas famílias, incluindo crianças. As crianças dessas comunidades têm sido descritas como uma população singularmente exposta devido à forma como metabolizam e absorvem os contaminantes de forma diferente dos adultos. Em comparação com crianças em outras comunidades, crianças em comunidades de justiça ambiental podem ser expostas a um nível mais alto de contaminantes ao longo da vida, começando desde o útero (através da placenta), infância (através do leite materno), primeira infância e além. Devido ao aumento da exposição, eles correm um risco maior de efeitos adversos à saúde, como condições respiratórias, condições gastrointestinais e condições mentais.
A colocação de locais de fraturamento e operações concentradas de alimentação animal (CAFOs) em algumas dessas áreas também são grandes contribuintes para os efeitos adversos à saúde experimentados pelos membros dessas comunidades. Os CAFOs também liberam gases nocivos no ar (amônia, compostos orgânicos voláteis, endotoxinas, etc.) reduzindo bastante a qualidade do ar ao redor. Eles também podem poluir o solo e as fontes de água próximas. Os locais de fraturamento podem liberar emissões tóxicas, principalmente metano, que também polui o ar e contamina a água.
Em escala global, o recente boom do fast fashion também tem sido uma grande exposição aos riscos ambientais nas comunidades de justiça ambiental devido à rápida fabricação e despejo de grandes quantidades de produtos. 95% da produção de roupas ocorre em países de baixa ou média renda, onde os trabalhadores têm poucos recursos. Os riscos ocupacionais, como a má ventilação, podem levar a riscos respiratórios, incluindo partículas de ar sintéticas e pó de algodão. O tingimento têxtil também pode resultar em risco de exposição se a água usada para o tingimento não for tratada antes de entrar nos sistemas de água locais, levando à liberação de tóxicos e metais pesados na água usada pelos moradores e pelo gado.

## Em todo o mundo
Nos últimos anos, campanhas de justiça ambiental também surgiram em outras partes do mundo, como Índia, África do Sul, Israel, Nigéria, México, Hungria, Uganda e Reino Unido. Na Europa, por exemplo, há evidências que sugerem que o povo cigano e outros grupos minoritários de descendência não europeia sofrem de desigualdade e discriminação ambientais.

### África

#### Quênia
O Quênia, desde a independência em 1963, concentrou-se no protecionismo ambiental. Ativistas ambientais como Wangari Maathai defenderam e defenderam os recursos naturais e ambientais, muitas vezes entrando em conflito com Daniel Arap Moi e seu governo. O país sofreu problemas ambientais decorrentes da rápida urbanização, especialmente em Nairóbi, onde o espaço público, o Parque Uhuru e os parques de caça, como o Parque Nacional de Nairóbi, sofreram invasões para abrir caminho para desenvolvimentos de infraestrutura como a Ferrovia Standard Gage e a Via Expressa de Nairóbi. um dos principais advogados ambientais, Kariuki Muigua, defendeu a Justiça ambiental e o acesso à informação e proteção legal, sendo autor da Tese de Justiça Ambiental sobre os marcos do Quênia.
A Justiça Ambiental é resguardada e protegida pela constituição de 2010, com procedimentos legais contra práticas prejudiciais e financiamento do governo nacional e de doadores externos para garantir um ambiente limpo, saudável e eco-equilibrado. Nairobi, no entanto, continua a ter uma protecção ambiental deficiente, com o rio Nairobi sempre a entupir e a ser esvaziado, um problema que o Governo atribui ao elevado sector informal e ao desenvolvimento empresarial na cidade. o setor tem má disposição de resíduos, levando à poluição.

#### Nigéria
De 1956 a 2006, até 1,5 milhão de toneladas de petróleo foram derramadas no Delta do Níger, (50 vezes o volume derramado no desastre do Exxon Valdez ). Os povos nativos da região sofreram a perda de seus meios de subsistência como resultado dessas questões ambientais e não receberam nenhum benefício em troca das enormes receitas do petróleo extraídas de suas terras. Os conflitos ambientais exacerbaram os conflitos no Delta do Níger.
O povo Ogoni, que é nativo da região rica em petróleo do Delta da Nigéria, protestou contra os desastrosos efeitos ambientais e econômicos da perfuração da Shell Oil e denunciou abusos dos direitos humanos pelo governo nigeriano e pela Shell. Seu apelo internacional se intensificou dramaticamente após a execução em 1995 de nove ativistas Ogoni, incluindo Ken Saro-Wiwa, que foi um dos fundadores do Movimento pela Sobrevivência do Povo Ogoni.

#### África do Sul
Sob os governos colonial e do apartheid na África do Sul, milhares de sul-africanos negros foram removidos de suas terras ancestrais para dar lugar a parques de caça. AEarthlife Africa foi formada em 1988, tornando-se a primeira organização de justiça ambiental da África. Em 1992, foi criado o Environmental Justice Networking Forum (EJNF), uma organização de âmbito nacional destinada a coordenar as atividades de ativistas ambientais e organizações interessadas em justiça social e ambiental. Em 1995, a rede se expandiu para incluir 150 organizações membros e, em 2000, incluiu mais de 600 organizações membros.
Com a eleição do Congresso Nacional Africano (ANC) em 1994, o movimento de justiça ambiental ganhou um aliado no governo. O ANC observou que "a pobreza e a degradação ambiental estão intimamente ligadas" na África do Sul.[carece de fontes?] O ANC deixou claro que as desigualdades e injustiças ambientais seriam tratadas como parte do mandato de reconstrução e desenvolvimento pós-apartheid do partido. A nova Constituição sul-africana, finalizada em 1996, inclui uma Carta de Direitos que garante aos sul-africanos o direito a um "ambiente que não seja prejudicial à sua saúde ou bem-estar" e "a ter o meio ambiente protegido, em benefício do presente gerações futuras por meio de medidas legislativas e outras medidas razoáveis que:
1. previnem a poluição e a degradação ecológica;
2. promovem a conservação; e
3. asseguram o desenvolvimento ecologicamente sustentável e o uso dos recursos naturais, ao mesmo tempo em que promove o desenvolvimento econômico e social justificável"[72]

A indústria mineira da África do Sul é o maior produtor individual de resíduos sólidos, representando cerca de dois terços do fluxo total de resíduos. Dezenas de milhares de mortes ocorreram entre os trabalhadores das minas como resultado de acidentes no último século. Houve várias mortes e doenças debilitantes por doenças relacionadas ao trabalho, como a asbestose.[carece de fontes?] Para quem mora próximo a uma mina, a qualidade do ar e da água é ruim. Ruído, poeira e equipamentos e veículos perigosos também podem ser ameaças à segurança de quem mora próximo a uma mina.[carece de fontes?] Estas comunidades são muitas vezes pobres e negras e têm pouca escolha sobre a colocação de uma mina perto de suas casas. O Partido Nacional introduziu uma nova Lei de Minerais que começou a abordar considerações ambientais, reconhecendo as preocupações de saúde e segurança dos trabalhadores e a necessidade de reabilitação da terra durante e após as operações de mineração. Em 1993, a Lei foi alterada para exigir que cada nova mina tivesse um Relatório do Programa de Gestão Ambiental (EMPR) preparado antes da abertura do terreno. Esses EMPRs destinavam-se a forçar as empresas de mineração a delinear todos os possíveis impactos ambientais da operação de mineração específica e a prever a gestão ambiental.
Em outubro de 1998, o Departamento de Minerais e Energia divulgou uma Carta Branca intitulada Uma Política de Minerais e Mineração para a África do Sul, que incluía uma seção sobre Gestão Ambiental. A Carta Branca afirma que "o Governo, reconhecendo a responsabilidade do Estado como guardião dos recursos naturais da nação, garantirá que o desenvolvimento essencial dos recursos minerais do país ocorra dentro de um quadro de desenvolvimento sustentável e de acordo com a política ambiental nacional, normas e padrões". Acrescenta que qualquer política ambiental "deve garantir uma indústria de mineração competitiva e econômica".

### Ásia
Noah Diffenbaugh e Marshall Burke em seu estudo sobre a desigualdade na Ásia demonstraram o interacionismo da desigualdade econômica e do aquecimento global. Por exemplo, a globalização e a industrialização aumentaram as chances de aquecimento global. No entanto, a industrialização também permitiu que a desigualdade de riqueza se perpetuasse. Por exemplo, Nova Délhi é o epicentro da revolução industrial no continente indiano, mas há uma disparidade significativa de riqueza. Além disso, por causa do aquecimento global, países como Suécia e Noruega podem capitalizar com temperaturas mais quentes, enquanto a maioria dos países mais pobres do mundo são significativamente mais miseráveis do que seriam se o aquecimento global não tivesse ocorrido.

#### China

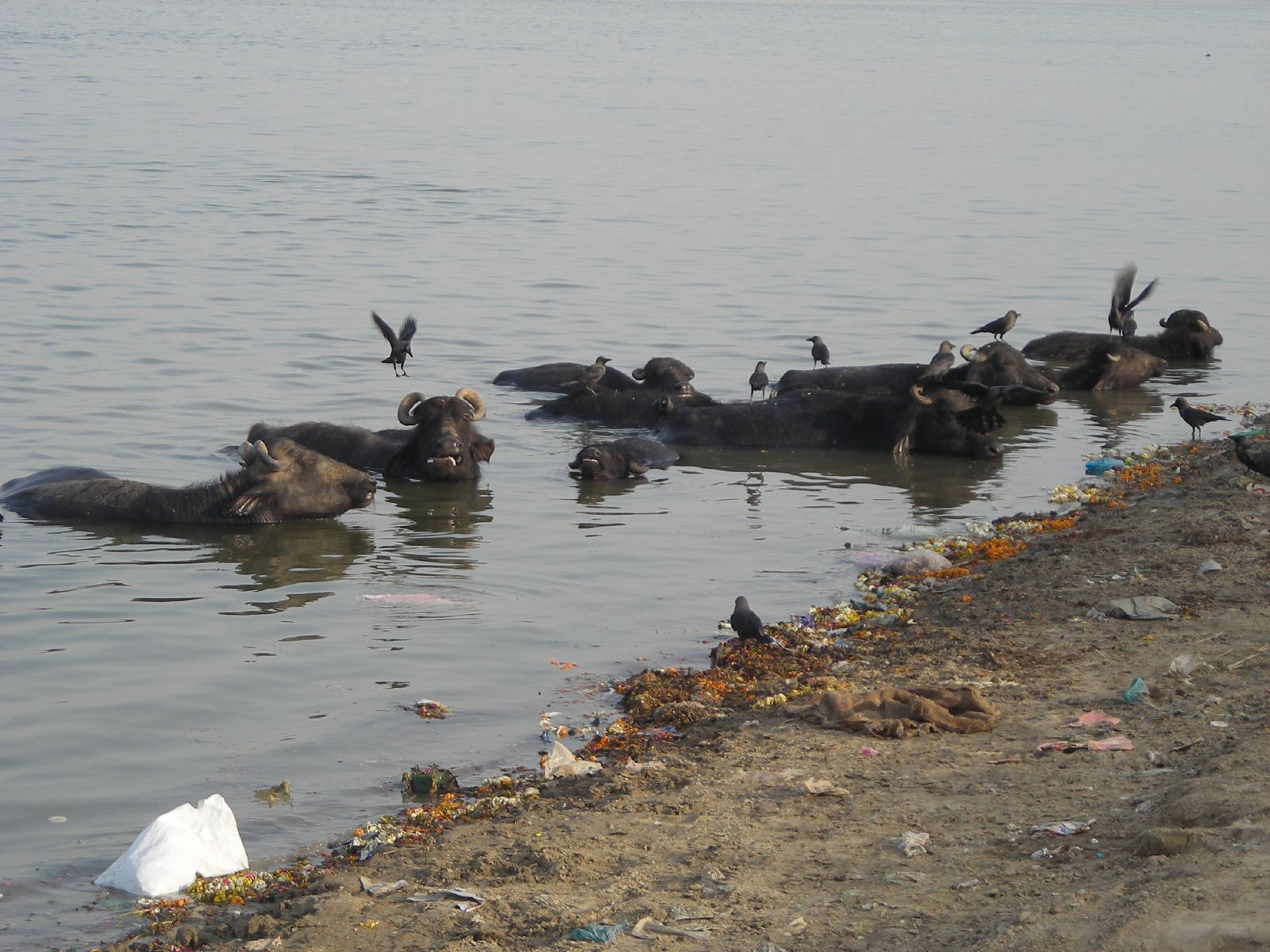
Gado no rio Ganges com poluição na margem

Na China, as fábricas criam resíduos nocivos, como óxido de nitrogênio e dióxido de enxofre, que causam riscos à saúde. O jornalista e escritor científico Fred Pearce observa que na China "a maior parte do monitoramento do ar urbano ainda se concentra em um ou no máximo dois poluentes, às vezes partículas, às vezes óxidos de nitrogênio ou dióxidos de enxofre ou ozônio. Da mesma forma, a maioria dos estudos médicos sobre os impactos dessas toxinas procura ligações entre poluentes únicos e efeitos suspeitos na saúde, como doenças respiratórias e condições cardiovasculares." O país emite cerca de um terço de todo o dióxido de enxofre (SO2), óxidos de nitrogênio (NOx) e particulados produzidos pelo homem no mundo. O Global Burden of Disease Study, uma colaboração internacional, estima que 1,1 milhão de chineses morrem dos efeitos dessa poluição do ar a cada ano, cerca de um terço do número global de mortes." O custo econômico das mortes devido à poluição do ar é estimado em 267 bilhões de yuans (US$38 bilhões) por ano.[carece de fontes?]

#### Coreia do Sul
A Coreia do Sul tem uma história relativamente curta de justiça ambiental em comparação com outros países do ocidente. Como resultado da rápida industrialização, as pessoas passaram a ter consciência sobre a poluição, e dos discursos ambientais surgiu a ideia de justiça ambiental. O conceito de justiça ambiental surgiu na Coreia do Sul no final da década de 1980.
A Coreia do Sul experimentou um rápido crescimento econômico (que é comumente referido como o 'Milagre no Rio Han') no século XX como resultado de políticas de industrialização adaptadas por Park Chung-hee após a década de 1970. As políticas e o ambiente social não tinham espaço para discussões ambientais, o que agravou a poluição no país.
Os movimentos ambientais na Coreia do Sul começaram a partir de campanhas de poluição do ar. À medida que a noção de poluição ambiental se difundiu, o foco no ativismo ambiental mudou da poluição existente para a prevenção da poluição futura, e as organizações finalmente começaram a criticar as políticas governamentais que estão negligenciando as questões ambientais. O conceito de justiça ambiental foi introduzido na Coreia do Sul entre as discussões sobre meio ambiente após a década de 1990. Enquanto as organizações ambientalistas analisavam a condição de poluição na Coreia do Sul, perceberam que os problemas ambientais estavam centrados de forma desigual, especialmente nas regiões onde se concentravam pessoas de baixo status social e econômico.
Os problemas de injustiça ambiental surgiram por organizações relacionadas ao meio ambiente, mas as abordagens para resolver os problemas foram muito apoiadas pelo governo, que desenvolveu várias políticas e lançou a instituição. Essas ações ajudaram a aumentar a conscientização sobre justiça ambiental na Coreia do Sul. As políticas ambientais existentes foram modificadas para cobrir questões de justiça ambiental.
A justiça ambiental começou a ser amplamente reconhecida na década de 1990 por meio de políticas e pesquisas de instituições relacionadas. Por exemplo, o Ministério do Meio Ambiente, fundado em 1992, lançou o Movimento Cidadão pela Justiça Ambiental (CMEJ) para conscientizar sobre o problema e elaborar planos adequados. Como parte de suas atividades, o Movimento Cidadão pela Justiça Ambiental (CMEJ) realizou o fórum Justiça Ambiental em 1999, para reunir e analisar os estudos existentes sobre o tema, realizados esporadicamente por diversas organizações. O CMEJ começou como uma organização pequena, mas está se expandindo. Em 2002, o CMEJ tinha mais de cinco vezes o número de membros e três vezes o orçamento que tinha no ano inicial.
A injustiça ambiental ainda é um problema permanente. Um exemplo é a construção do Saemangeum Seawall. A construção do paredão de Saemangeum, que é o dique mais longo do mundo (33 quilômetros) entre o Mar Amarelo e o estuário de Saemangeum, foi parte de um projeto do governo iniciado em 1991. O projeto levantou preocupações sobre a destruição do ecossistema e a retirada das regiões residenciais locais. Chamou a atenção de ativistas da justiça ambiental porque as principais vítimas foram a população pesqueira de baixa renda e suas gerações futuras. Isso é considerado um exemplo de injustiça ambiental causada pela execução de uma política exclusivamente centrada no desenvolvimento.
A construção do canal Seul-Incheon também levantou controvérsias sobre justiça ambiental. A construção tirou as regiões residenciais e as áreas agrícolas dos moradores locais. Além disso, o ambiente piorou na área devido ao aparecimento de nevoeiros úmidos causados pela privação de água e mudanças climáticas locais causadas pela construção do canal. Os moradores locais, em sua maioria pessoas de base econômica fraca, foram severamente afetados pela construção e se tornaram as principais vítimas de tais danos ambientais. Enquanto os cidadãos social e economicamente fracos sofreram com as mudanças ambientais, a maior parte dos benefícios foi para as indústrias e conglomerados com poder político.
A construção do complexo industrial também foi criticada no âmbito da justiça ambiental. O conflito na região de Wicheon é um exemplo. A região se tornou o centro da polêmica quando o governo decidiu construir um complexo industrial de tinturarias, que antes ficavam na região metropolitana de Daegu. Como resultado da construção, o Rio Nakdong, que é um dos principais rios da Coreia do Sul, foi contaminado e os moradores locais sofreram com as mudanças ambientais causadas pela construção.
A justiça ambiental é uma questão crescente na Coreia do Sul. Embora o problema ainda não seja amplamente reconhecido em comparação com outros países, muitas organizações começam a reconhecer o problema.

### Austrália
Na Austrália, o "Movimento de Justiça Ambiental" não é definido como nos Estados Unidos. A Austrália tem alguma discriminação principalmente na localização de instalações de resíduos perigosos em áreas onde as pessoas não recebem informações adequadas sobre a empresa. A injustiça que ocorre na Austrália é definida como política ambiental sobre quem fica com o local de resíduos indesejados ou quem tem controle sobre onde a fábrica abre. O movimento em direção a políticas ambientais igualitárias se concentra mais em quem pode lutar para que as empresas construam e acontece no parlamento; Considerando que, nos Estados Unidos, a Justiça Ambiental está tentando tornar a natureza mais segura para todas as pessoas.

### Nova Zelândia
Em 2017, a Nova Zelândia concedeu personalidade jurídica ao Rio Whanganui, reconhecendo-o como uma entidade com direitos. Esta decisão foi tomada para reconhecer a importância do rio para a comunidade Māori local e garantir sua proteção e restauração.

### Europa
Na Europa, os povos ciganos são minorias étnicas e diferem do resto do povo europeu por sua cultura, idioma e história. A discriminação ambiental que sofrem vai desde a distribuição desigual de danos ambientais, bem como a distribuição desigual de educação, serviços de saúde e emprego. Em muitos países, os ciganos são forçados a viver nas favelas porque muitas das leis para obter autorizações de residência são discriminatórias contra eles. Isso força os ciganos a viver em moradias urbanas do tipo "gueto". Na República Tcheca e na Romênia, os ciganos são forçados a viver em lugares com menos acesso a água corrente e esgoto, e em Ostrava, na República Tcheca, os ciganos vivem em apartamentos localizados acima de uma mina abandonada, que emite metano. Também na Bulgária, a infraestrutura pública estende-se por toda a cidade de Sófia até chegar à aldeia cigana, onde há pouquíssimo acesso à água ou capacidade de esgoto.
A União Européia está tentando lutar pela justiça ambiental pondo em vigor declarações que afirmam que todas as pessoas têm direito a um meio ambiente saudável. A Declaração de Estocolmo, o Relatório da Comissão Brundtland de 1987 – " Nosso Futuro Comum ", a Declaração do Rio e o Artigo 37 da Carta dos Direitos Fundamentais da União Européia são formas pelas quais os europeus adotaram atos para trabalhar em prol da justiça ambiental. A Europa também financia projetos orientados para a ação que trabalham na promoção da Justiça Ambiental em todo o mundo. Por exemplo, EJOLT (Environmental Justice Organisations, Liabilities and Trade) é um grande projeto multinacional apoiado pela linha de orçamento FP7 Ciência na Sociedade da Comissão Europeia.  De março de 2011 a março de 2015, 23 organizações da sociedade civil e universidades de 20 países da Europa, África, América Latina e Ásia prometeram trabalhar juntas para promover a causa da Justiça Ambiental. A EJOLT está desenvolvendo estudos de caso, conectando organizações em todo o mundo e fazendo um mapa global interativo da Justiça Ambiental. Um estudo recente sobre justiça ambiental na Natura 2000 observa que uma política ambiental justa pode capacitar os residentes com a capacidade de iniciar mudanças sociais. Em troca, essa mudança social modifica a forma que o empoderamento assumirá.
Semelhante a outros países ao redor do mundo, a Agência Europeia do Meio Ambiente (EEA) identifica que as questões de desigualdade ambiental permanecem no centro do meio ambiente, da sociedade e da economia. Circunstâncias sociais muitas vezes parecem correlacionar-se com a exposição, vulnerabilidade e sensibilidade aos perigos ambientais. Na Europa, "a qualidade do ambiente varia significativamente em toda a Europa; em termos gerais entre leste e oeste, mas também entre países, regiões e bairros dentro das cidades" (Ganzleben e Kazmierczak, par.10). A EEA publicou um relatório que conseguiu identificar a desigualdade entre a exposição a riscos ambientais, como poluição, ruído e altas temperaturas, e o status socioeconômico. Os resultados do relatório estabeleceram que as áreas residenciais europeias atingidas pela pobreza são mais propensas a serem expostas a esses riscos ambientais à saúde, que tendem a contribuir para mais estressores ambientais. No entanto, a natureza desta evidência varia devido às circunstâncias geográficas. Por exemplo, a Europa Ocidental tem exemplos mais extensos de riscos à saúde ambiental devido ao conhecimento incompleto de seus governos sobre esses vários riscos à saúde e como eles afetam suas áreas residenciais.

### América do Norte

#### Estados Unidos
As definições de desigualdade ambiental geralmente enfatizam a 'exposição díspar' (exposição desigual a danos ambientais) ou a 'intenção discriminatória' (muitas vezes com base na raça). A exposição desigual tem impactos sociais e de saúde. A pobreza e a raça estão associadas à injustiça ambiental. Os pobres respondem por mais de 20% dos impactos na saúde humana causados pelas emissões industriais de ar tóxico, em comparação com 12,9% da população nos EUA. Alguns estudos que testam estatisticamente os efeitos de raça e etnia, enquanto controlam a renda e outros fatores, sugerem diferenças raciais na exposição que persistem em todas as faixas de renda.
Os estados também podem ver a colocação de instalações tóxicas perto de bairros pobres como preferencial de uma perspectiva de Análise de Custo-Benefício (ACB). Uma ACB pode favorecer a instalação de um empreendimento tóxico perto de uma cidade de 20.000 pessoas pobres do que perto de uma cidade de 5.000 pessoas ricas. Terry Bossert, da Range Resources, teria dito que deliberadamente localiza suas operações em bairros pobres em vez de áreas ricas onde os residentes têm mais dinheiro para desafiar suas práticas.
Em adição, existem políticas de direitos da natureza como estratégia para construir um futuro mais sustentável nos Estados Unidos. Estudos liderados pelo Dr. Craig M. Kauffman, em seu livro ´The Politics of Rights of Nature: Strategies for Building a More Sustainable Future´, trouxe importantes temas que contribuem grandemente para a conservação do meio ambiente em harmonia com os poderes. Os autores argumentam que atingir a sustentabilidade requer transformação sistêmica em domínios econômicos, sociais, políticos e tecnológicos. Trazendo conceitos e aplicações como Jurisprudência da Terra, postulando que os sistemas legais devem refletir as relações interdependentes dentro dos ecossistemas. Esta perspectiva desafia as visões legais tradicionais que tratam a natureza como meramente uma coleção de recursos. 
Vários municípios nos EUA adotaram portarias de Direito da Natureza que concedem direitos legais aos ecossistemas locais. Por exemplo, em 2014, Pittsburgh aprovou uma portaria reconhecendo os direitos das comunidades naturais e ecossistemas dentro de sua jurisdição, permitindo que comunidades locais afirmassem seus direitos contra a degradação ambiental. Bem como, enraizando na população (meio social e jurídico) o dever para com a natureza de forma a haver um salto para a sustentabilidade e preservação da natureza.

### América do Sul

#### Equador
Notáveis movimentos de justiça ambiental no Equador surgiram de vários conflitos locais:
- As operações de petróleo da Chevron Texaco no campo de petróleo Lago Agro resultaram no derramamento de dezessete milhões de galões de petróleo bruto no abastecimento de água local entre 1967 e 1989. Eles também despejaram mais de 19 bilhões de galões de águas residuais tóxicas em poços abertos não revestidos e rios regionais.[98] Representados pelo advogado norte-americano Steven Donziger, os indígenas lutaram contra a Chevron nos tribunais dos Estados Unidos e do Equador por décadas em tentativas de recuperar os danos.[98]
- O Equador foi o primeiro país a reconhecer o Direito da Natureza em sua Constituição de 2008, garantindo à natureza o direito de existir, persistir e regenerar seus ciclos vitais. Essa estrutura legal levou a vários processos judiciais em que grupos ambientais argumentaram com sucesso pela proteção de ecossistemas com base nesses direitos.[99]

#### Brasil
O Brasil afirmou que irá adotar o conceito de justiça climática no seu novo Plano Nacional sobre Mudança do Clima (Plano Clima)  ao considerar que a descarbonização da economia precisa levar a uma transição justa que impulsione o desenvolvimento sustentável, enfrente as desigualdades e promova a resiliência do País. 
Em adição existe um movimento ao redor do mundo chamado de direito da natureza, onde são atribuídos direitos a natureza em si, uma vez que, segundo muitos estudiosos, a natureza assim como os seres humanos e os animais já possuem seus direitos previstos em lei e resguardados por ela, a natureza também deverá ter seus direitos preservados de forma a minimizar com punições a quem ofenda com destruição, poluição e etc o meio ambiente. Nesse sentido, foi criado nos Estados Unidos da America um site de mapeamento para monitorar os locais que já foram inseridos direitos da natureza. Não diferente, aqui no Brasil existe um site que tem controlado essencialmente a inclusão dos direitos da natureza .  
Atualmente existem 23 políticas entre aprovadas e em trâmite em Estados brasileiros dos direitos da natureza de forma que contribua com a superação da crise ecológica, a vida em harmonia na natureza e o bem viver. A titulo de exemplo o Município de Bonito/PE reconheceu na Lei Orgânica Municipal em seu artigo 266 o direito da natureza existir, prosperar e evoluir, assegurando o direito ao meio ambiente ecologicamente saudável. 

### Bolívia
A Bolívia promulgou a "Lei da Mãe Terra" em 2010, que reconhece os direitos da natureza e estabelece princípios para o desenvolvimento sustentável. Esta lei visa proteger os ecossistemas e promover a harmonia entre os humanos e a natureza. 

### Colômbia
Em 2018, um grupo de 25 jovens colombianos processou o governo para interromper o desmatamento na Floresta Amazônica da Colômbia, argumentando que isso violava seus direitos a um meio ambiente saudável. A Suprema Corte Colombiana decidiu que a Amazônia é um "sujeito de direitos", obrigando o governo a criar um plano para atingir o desmatamento zero e restaurar a floresta.